# Malasiqui
Malasiqui  (Bayan ng  Malasiqui) es un municipio filipino de primera categoría, situado en la isla de Luzón. Forma parte de la provincia de Pangasinán situada en la Región Administrativa de Ilocos, también denominada Región I.

## Geografía
Se halla situado en los 123° 50´ de longitud y los 13° 56´ de latitud; en terreno llano, a la orilla izquierda de un río. Su clima  es templado y saludable.

### Barangays
El municipio  de Malasiqui  se divide, a los efectos administrativos, en 73 barangayes o barrios, conforme a la siguiente relación:
| - Abonagán - Agdao - Alacán - Aliaga - Amacalán - Anolid - Apaya - Asín del Este - Asín del Oeste - Bacundao del Este - Bacundao del Oeste - Bakitiw - Balite - Banawang - Barang - Bawer - Binalay - Bobón | - Bolaoit - Bongar - Butao - Cabatling - Cabueldatan - Calbueg - Canán del Norte - Canán del Sur - Cawayán Bogtong - Don Pedro - Gatang - Golimán - Gómez - Guilig - Icán - Ingalagala - Lareg-lareg - Lasip | - Lepa - Loqueb del Este - Loqueb del Norte - Loqueb del Sur - Lunec - Mabulitec - Malimpec - Manggan-Dampay - Nancapián - Nalsián del Norte - Nalsián del Sur - Nansangaán - Olea - Pacuán - Palapar del Norte - Palapar del Sur - Palong - Pamaranum - Pasima | - Payar - Población - Polong del Norte - Polong del Sur - Potiocán - San Julián - Tabo-Sili - Tobor - Talospatang - Taloy - Taloyan - Tambac - Tolonguat - Tomling - Umando - Viado - Waig - Warey |  |

### Demografía
A mediados del siglo XIX, año 1845,  contaba con 8.034 almas, de las cuales 1.675 contribuían con  16.750 reales de plata, equivalentes a 41.875 reales de vellón.

## Historia
El lexema de la palabra Mala-si-yqui, lasi,  en Idioma pangasinense  significa rayo; el prefijo ma,  indica alto grado; el sufijo qui indica lugar. Por tanto, Malasiqui significa lugar lleno de relámpagos.

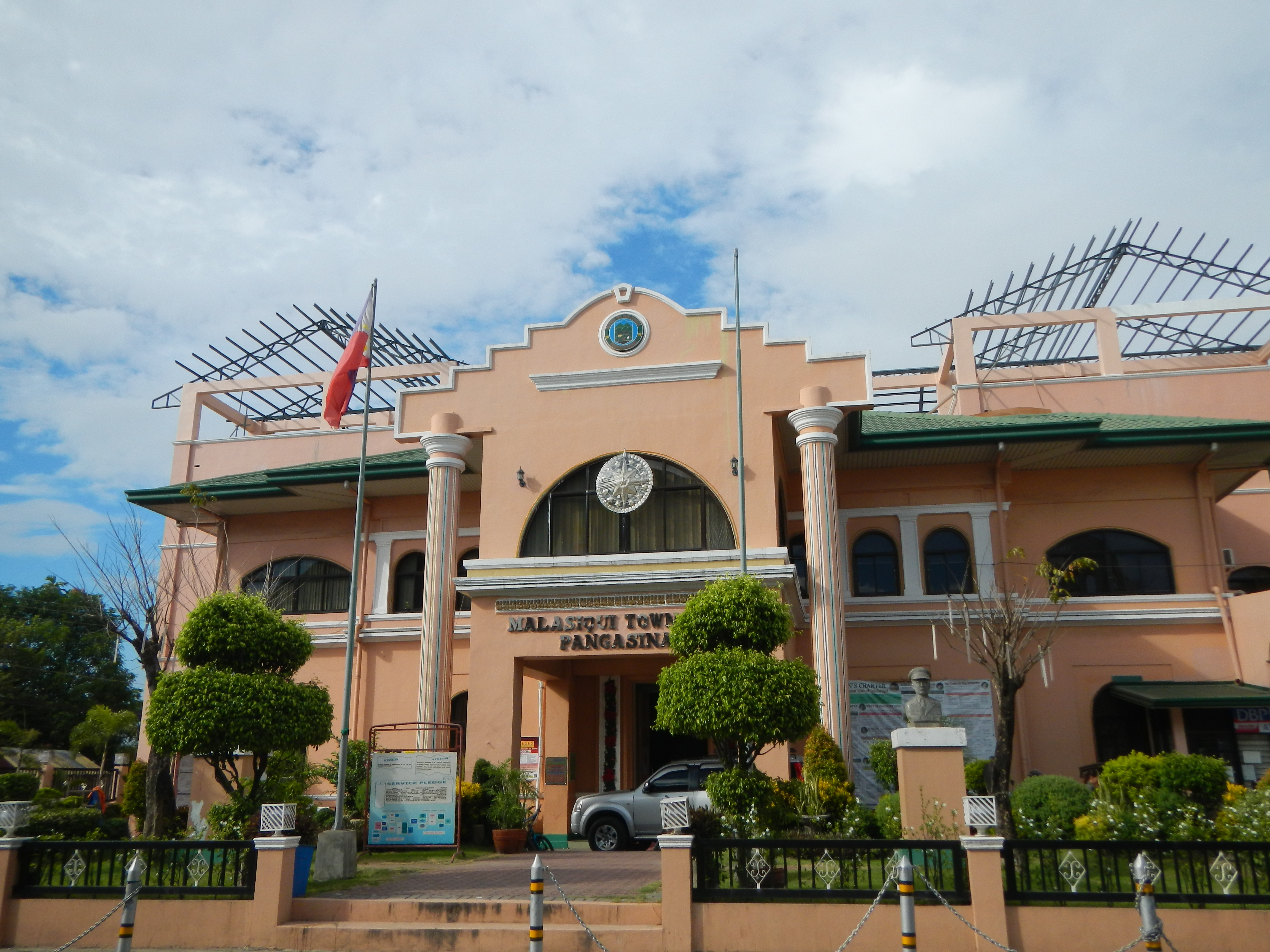
Casa Consistorial.

A mediados del siglo XVII frailes españoles establecieron una misión en este término con la intención de convertir al catolicismo a la población indígena.
El municipio de Malasiqui formaba parte de la provincia de Pangasinán.

"...MALASIQUI: pueblo con cura y gobernadorcillo, en la isla de Luzón, provincia de Pangasinán, diócesis de Nueva Segovia..." 

"...Confina el TERMINO por N. con Calasiao, cuyo pueblo dista una legua; por N. E. con Santa Bárbara, á 2 id.; por S. E. con Bayamban, á 1 y ½ id.; por S. 0. con Maniataren , á 2 y ½ id.; y por N. 0. con San Carlos, á 1 leg..."
Diccionario Buzeta 202 MAL, 1850

## Patrimonio

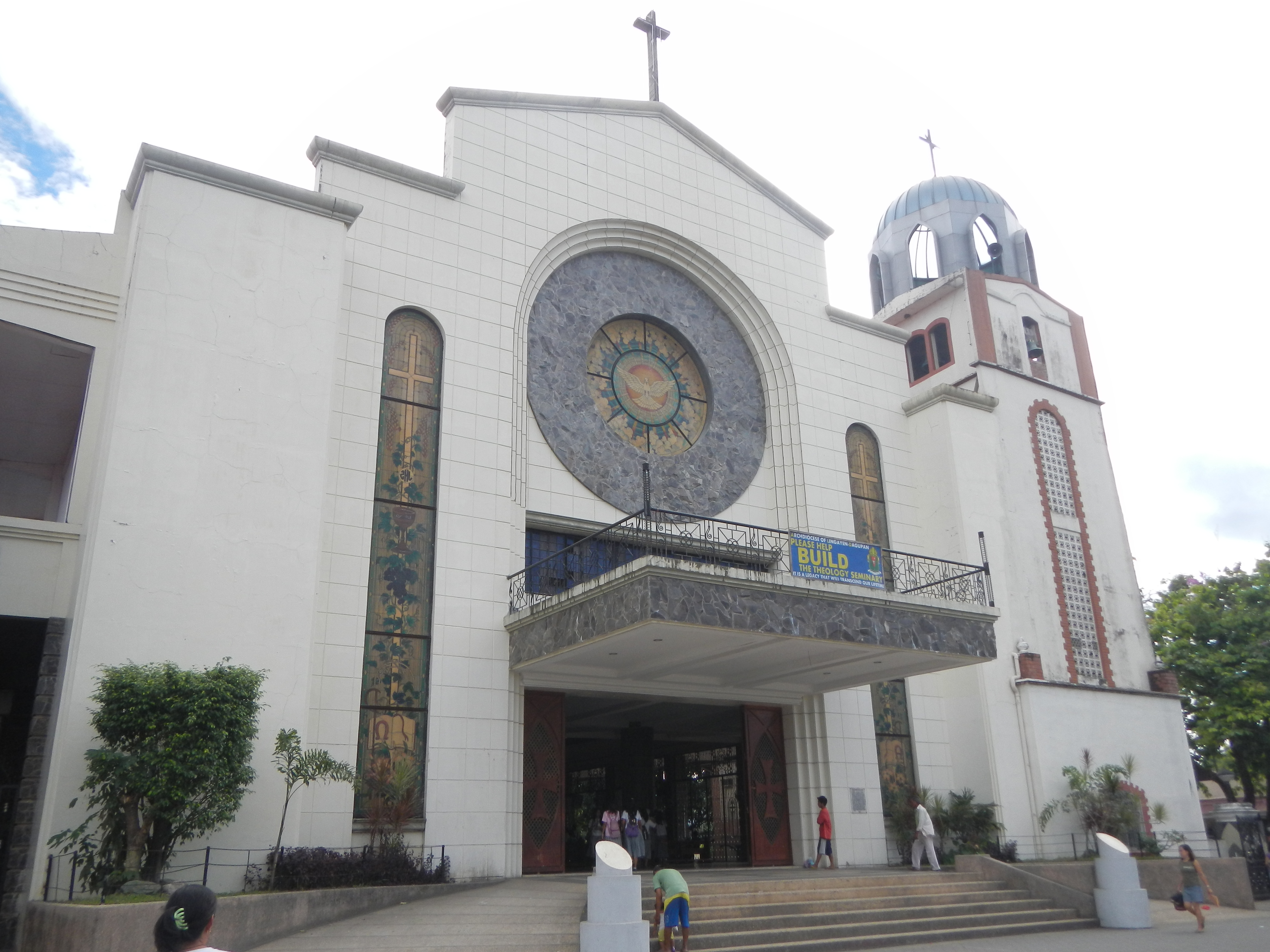

La iglesia parroquial católica, bajo la advocación de San Isidoro de Sevilla data del año 1609 y es la sede del Vicariato de San Isidoro en la Arquidiócesis de Lingayen-Dagupán.